# 三沢市消防本部
三沢市消防本部（みさわししょうぼうほんぶ）は、青森県三沢市の消防部局（消防本部）。

## 沿革
- 1957年4月　大三沢町消防本部・大三沢町消防署を開設する。
- 1957年10月　消防庁舎を新築する。
- 1958年9月　市制施行し三沢市となる。三沢市消防本部・三沢市消防署に改称する。
- 1970年4月　救急車を消防署に配備し、救急業務を開始する。
- 1981年9月　消防庁舎を新築し現在地に移転する。
- 1989年3月　化学消防車を消防署に配備する。
- 1991年4月　中央分署・古間木出張所を開設する。
- 1992年3月　救助工作車を消防署に配備する。
- 1993年4月　北分署を開設する。
- 1994年3月　高規格救急車を消防署に配備する。

## 組織
- 本部 - 総務課、予防課、警防課、通信指令課
- 消防署

## 主力機械
2019年4月1日現在
- 普通消防ポンプ自動車：1
- 水槽付消防ポンプ自動車：4
- 小型動力ポンプ付水槽車：2
- はしご付消防自動車：1
- 化学消防自動車：1（Ⅱ型）
- 水槽車：2
- 救急自動車：4
- 救助工作車：1
- 資機材搬送車：1
- 人員搬送車：1
- 指揮車：2
- 広報車：2
- 連絡車：1
- 支援車：1

## 消防署
| 消防署       | 住所                | 分署                                 | 出張所                |
| ------------ | ------------------- | ------------------------------------ | --------------------- |
| 三沢市消防署 | 大字三沢字堀口17-36 | 中央：中央町1-5-1 北：六川目5-1341-1 | 古間木：古間木2-180-3 |